# Myede
Magwe – miasto w Mjanmie, w prowincji Magwe. Według danych na rok 2014 liczyło 52 487 mieszkańców.